# Herb Charkowa

Herb Charkowa

Herb Charkowa – jeden z oficjalnych symboli Charkowa.

## Wygląd i symbolika
Herb ustanowiony został uchwałą Charkowskiej Rady Miejskiej z dnia 14 września 1995 r. Ustęp drugi dodatku do niniejszej uchwały opisuje wygląd herbu:

Herb miasta stanowi tarcza heraldyczna typu francuskiego (czterokątna, zaostrzona u dołu). Na zielonym polu tarczy przedstawione są skrzyżowane ze sobą róg obfitości (napełniony bogactwami natury i ukwiecony) oraz kaduceusz (złota laska ze srebrnymi skrzydłami), spowity przez węże w kolorze srebrnym.
Zielony kolor w heraldyce symbolizuje nadzieję, radość, dostatek. Róg obfitości symbolizuje bogactwa naturalne. Kaduceusz jest stałym atrybutem boga Merkurego, który w starożytności uważany był za patrona handlarzy, wędrowców, posłańców. Węże okręcające kaduceusz symbolizują mądrość.

## Historia
Symbolika Charkowa była kilkukrotnie zmieniana w trakcie dziejów miasta.
Opis pierwszego herbu Charkowa spotykany jest w źródłach z lat 60. XVIII w.:

Miasto z dawien dawna używa w herbie naciągnięty łuk ze strzałą, a czy nadany miastu ten herb przez poprzednich właścicieli czy wprowadzony obyczajem narodu – pewnych wiadomości o tym brak.

W 1780 roku utworzono Namiestnictwo Charkowskie, składające się z 15 powiatów. 21 września 1781 roku na Katarzyna II zatwierdziła herby miast znajdujących się w granicach tej jednostki administracyjnej, w tym centrum administracyjnego tej jednostki – Charkowa. Większość herbów stanowiły nowe projekty, niezwiązane z wcześniejszą symboliką poszczególnych miejscowości. Od tego momentu na herbie Charkowa widniały róg obfitości i kaduceusz w zielonym polu tarczy. Herb ten stał się równocześnie symbolem Namiestnictwa Charkowskiego. W późniejszych latach tę jednostkę administracyjną przemianowywano na gubernię ukraińsko-słobodzką (od 1796) oraz gubernię charkowską (od 1835). Motyw kaduceusza i rogu obfitości skrzyżowanych na kształt litery Х (od pierwszej litery w nazwie miasta) stał się również elementem herbów innych miejscowości tego regionu.
Na mocy ukazu Aleksandra II z dnia 5 lipca 1878 r. dotychczasowy herb guberni charkowskiej (a jednocześnie Charkowa jako stolicy tej guberni) został zastąpiony nowym projektem autorstwa barona Bernharda von Köhne. Przedstawiał on tarczę herbową dwudzielną w pas. W dolnym srebrnym polu tarczy oderwany koński łeb z czerwonymi oczyma i jęzorem, symbolizujący znamienite stadniny guberni. W węższym górnym czerwonym polu – pomiędzy dwiema bizantyjskimi monetami, oznaczającymi handel i bogactwo – złota sześciopromienna gwiazda, symbolizująca znajdujący się w mieście uniwersytet. Tarcza herbowa otoczona była przez liście dębowe przewiązane błękitną wstążką Orderu św. Andrzeja Pierwszego Powołania i uwieńczona koroną imperatorską. Herb miasta – zgodnie z ówczesną rosyjską praktyką heraldyczną – był tożsamy z herbem guberni, z drobną modyfikacją w postaci zwieńczenia go koroną miejską, zamiast imperatorskiej.
Nowy projekt nie został zaakceptowany przez mieszkańców. Na prośbę kręgów szlacheckich Charkowa 21 maja 1887 r. przywrócono poprzedni herb miasta i guberni, pozostawiając jednak przy nim dotychczasowe ozdoby i koronę imperatorską. Herb ten przetrwał aż do czasów radzieckich.
W latach 1917–1968 ani Charków, ani obwód charkowski nie miały własnej symboliki.

Herb Charkowa w latach (1968-1995)

W 1968 roku symbolem Charkowa stał się nowy herb na tarczy trójdzielnej w pas. Na najszerszym dolnym białym polu widniał złoty kłos (symbol dostatku i urodzajności pól regionu) na tle orbit elektronu (symbol nauki i nawiązanie do faktu, iż to właśnie w Charkowie po raz pierwszy w ZSRR dokonano rozszczepienia jądra atomowego). Na środkowym niebieskim polu umieszczono nazwę miasta w języku rosyjskim. Na górnym czerwonym polu widniało koło zębate, symbol przemysłu. Wszystko to wedle pomysłu autora (Jewhena Jehorowa) symbolizować miało „wysokorozwinięty przemysł i rolnictwo, naukę i kulturę Charkowszczyzny”. Zastosowany na herbie biały kolor symbolizować miał pokój, połączenie koloru czerwonego i niebieskiego nawiązywać miało do kolorystyki flagi Ukraińskiej SRR.
14 września 1995 w Charkowie przywrócono historyczny herb sprzed czasów radzieckich. Po raz trzeci w historii symbolem miasta stała się tarcza z kaduceuszem i rogiem obfitości.

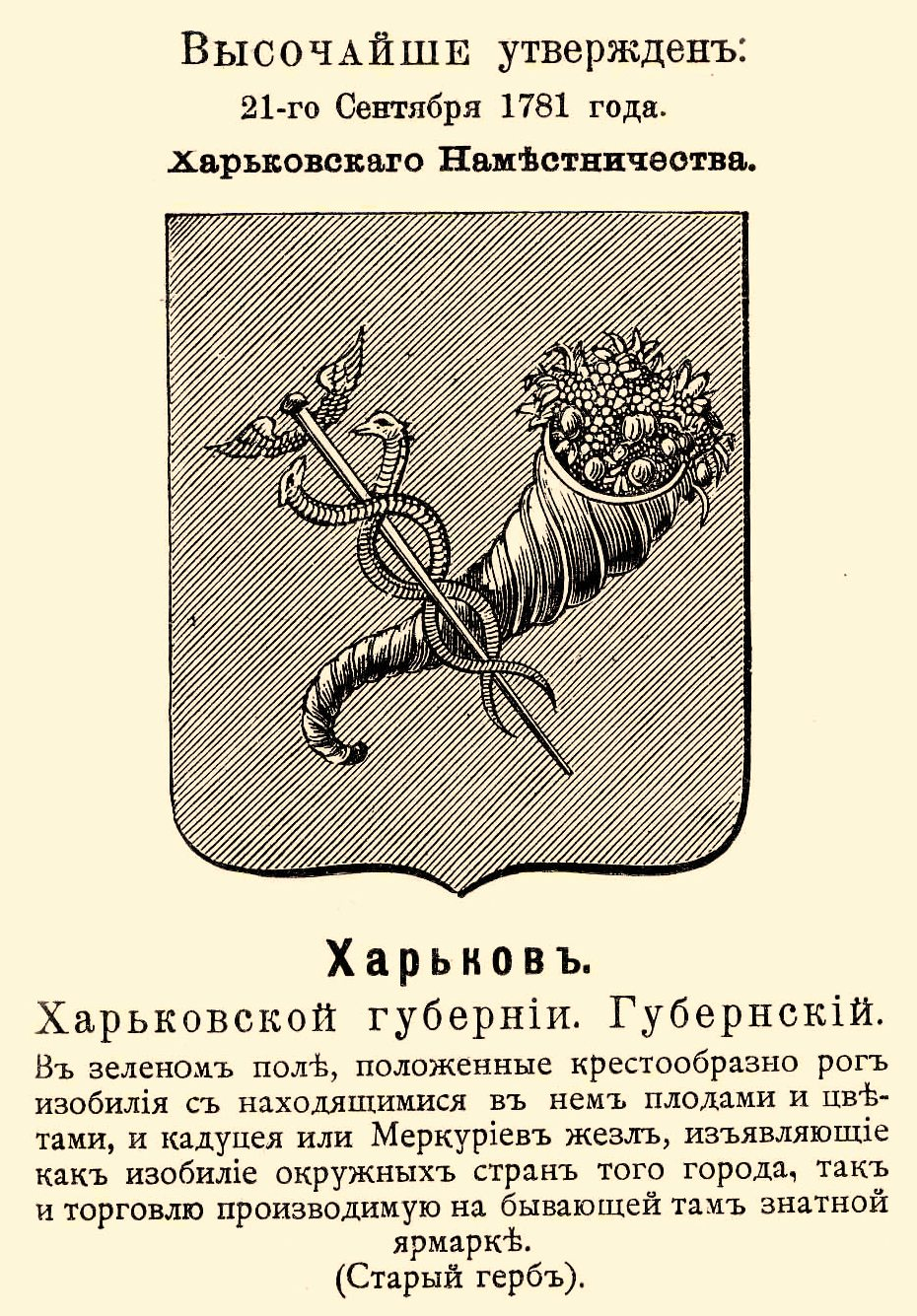
Herb Charkowa ustanowiony 21 września 1781 r. – strona z herbarza P. von Vinklera (1899).
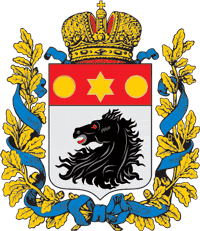
Herb guberni charkowskiej w latach 1878-1887 (herb miasta różnił się od niego jedynie innym rodzajem korony wieńczącej tarczę herbową[5])
Herb Charkowa z czasów radzieckich (most na rzece Łopań)

## Nawiązania do herbu
Nawiązania do herbu Charkowa znajdują się również w herbach szeregu innych miejscowości i rejonów położonych w obwodzie charkowskim. Jest on również elementem flagi Charkowa oraz herbu obwodu charkowskiego.

Herb obwodu charkowskiego
Flaga obwodu charkowskiego
Flaga Charkowa
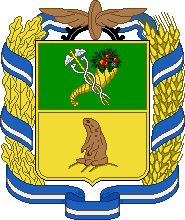
Herb Kupiańska
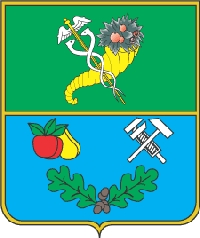
Herb Lubotynia
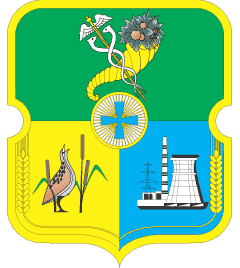
Herb Dergaczów
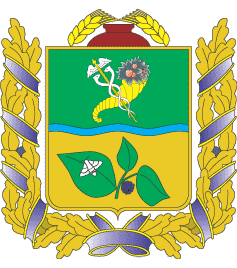
Herb Nowej Wodołahi
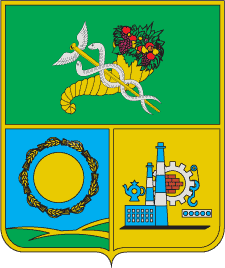
Herb rejonu charkowskiego
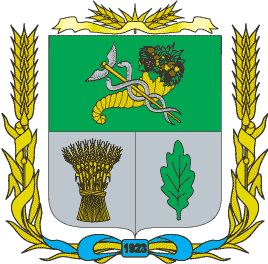
Herb rejonu czuhujiwskiego
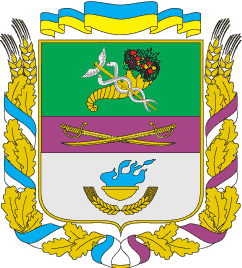
Herb rejonu bałaklijskiego